# Edvard Kocbek
un fuoco che si è acceso e non cesserà
 
di ardere e di bruciare.»
(da Il microfono nella parete)
Edvard Kocbek (Sveti Jurij ob Ščavnici, 27 settembre 1904 – Lubiana, 3 novembre 1981) è stato un poeta e partigiano sloveno.

## Biografia

### L'infanzia e la gioventù
Nacque nel 1904 in una disagiata famiglia contadina della Stiria slovena, allora parte dell'Impero austro-ungarico. Terminati gli studi nel liceo classico di Maribor, si iscrisse nel seminario teologico per diventare sacerdote cattolico. Dopo due anni lasciò lo studio teologico, si trasferì a Lubiana e si iscrisse alla Facoltà di lettere, dove studiò filologia francese. Nella capitale slovena cominciò a partecipare attivamente nel fervente clima intellettuale e culturale. Collabora con intellettuali di sinistra (tra i quali spicca la figura di Vladimir Bartol), ma resta fedele al suo orientamento cattolico. Assieme a un gruppo di giovani cattolici legati alla politica sociale della Chiesa fonda la rivista Križ na gori (La Croce sulla montagna) che diventerà uno dei nuclei intellettuali più importanti del nascente anticonformismo della gioventù cattolica slovena.
Terminati gli studi a Lubiana, nel 1930 riceve una borsa di studio del governo francese e viaggia a Lione e a Parigi. Nella capitale francese conosce il circolo di cattolici intorno alla rivista Esprit; particolarmente importante il suo incontro con il filosofo Emmanuel Mounier con il quale stringe un'amicizia che segnerà profondamente lo sviluppo intellettuale e spirituale di Kocbek. Successivamente, soggiorna a Berlino dove si avvicina per prima volta ai movimenti operai di stampo marxista.

### L'intellettuale impegnato
Tornato in Jugoslavia, lavora come insegnante di liceo nelle città croate di Bjelovar e Varaždin. Continua a scrivere saggi, racconti e poesie in riviste slovene. Nella sua produzione letteraria, comincia a cercare una sintesi tra l'espressionismo tipico della poesia cattolica slovena degli anni venti, l'avanguardia letteraria slovena di Srečko Kosovel e Anton Podbevšek, il surrealismo francese e la forte tradizione della poesia tradizionale. Nei suoi saggi, introduce nell'ambiente sloveno il pensiero degli  esistenzialisti cristiani come Kierkegaard, Charles Péguy, ma anche G. K. Chesterton e soprattutto Emmanuel Mounier.
A metà degli anni trenta torna a Lubiana, dove trova un clima inasprito dalla lotta tra fazioni di destra e sinistra. Kocbek si allontana sempre più dalla politica autoritaria portata avanti dal carismatico leader cattolico sloveno Anton Korošec. Indignato dall'ascesa del fascismo in Europa, pubblica nel 1938 il celebre saggio Premišljevanje o Španiji (Riflessioni sulla Spagna), nel quale entra in una vigorosa polemica sia contro le posizioni filo-fasciste della destra corporativista cattolica, sia contro le idee conservatrici nella Chiesa cattolica in generale. Il saggio provoca un'asperrima polemica che finisce con l'auto-dissoluzione del mensile Dom in svet che aveva pubblicato il testo. Kocbek diviene l'esponente più in vista di un gruppo chiamato "socialisti cristiani"; nel 1938 una nuova rivista, Dejanje (Azione) che difende posizioni apertamente filo-marxiste e si dice a favore di un'ampia coalizione antifascista che comprenda i comunisti.

### Il periodo partigiano e il primo dopoguerra
In seguito all'invasione nazi-fascista della Jugoslavia e lo smembramento del paese, il gruppo di Kocbek si unisce ad altri gruppi di sinistra per formare il Fronte di Liberazione del Popolo Sloveno, in cui i comunisti avevano un ruolo dominante. Durante tutto il periodo della guerra, Kocbek combatte nella lotta partigiana prima contro l'esercito d'occupazione italiano e poi quello nazista. Nel 1943, firma la "Dichiarazione delle Dolomiti" (Dolomitska izjava), imposta dai comunisti, nella quale i leader dei gruppi antifascisti presenti nel Fronte di liberazione sloveno accettano lo scioglimento di tutte le organizzazioni non-comuniste. È l'inizio del totalitarismo comunista, al quale Kocbek guarda con disagio, ma non trova la forza per condannarlo apertamente.
Durante tutto il periodo della resistenza, Kocbek scrive il diario che pubblicherà successivamente con il nome di Tovarišija ("Compagnia"). In questo periodo, sviluppa il suo particolare stile poetico, estatico e riflessivo.
A guerra finita, Kocbek ricopre alcune funzioni di rilievo nelle nuove strutture della Jugoslavia comunista, ma rimane senza alcuna influenza politica. Continua a scrivere, ma non pubblica le sue opere a causa della politica culturale stalinista. Soltanto dopo il 1948, quando la Jugoslavia di Tito rompe con l'Unione Sovietica staliniana, Kocbek torna a pubblicare le proprie opere. Nel 1951 esce la raccolta di novelle Strah in pogum (Paura e coraggio) che viene violentemente attaccata dall'establishment e usata come pretesto per la rimozione di Kocbek dalla vita pubblica.

### Il silenzio forzato e la persecuzione politica
Per più di un decennio, Kocbek viene rimosso dalla vita pubblica. Resta senza impiego e non può pubblicare nessuno dei suoi scritti. Viene inoltre sottoposto alle più svariate pressioni psicologiche: la sua casa natale a Sveti Jurij viene demolita senza alcun motivo; durante una passeggiata con la famiglia, "sparisce" il suo archivio personale; le sue immagini vengono cancellate dalle fotografie ufficiali delle manifestazioni partigiane e postbelliche.
Durante il periodo di silenzio forzato, Kocbek trova lavoro come traduttore; traduce opere di autori come Balzac, Mauriac, Maupassant e Saint-Exupéry.
Nei primi anni sessanta, con la diminuzione dell'influenza di Edvard Kardelj, principale nemico di Kocbek all'interno dell'establishment comunista sloveno, inizia una ambigua politica del regime verso il poeta: egli può pubblicare i suoi scritti in prestigiose case editrici statali e riceve persino importanti premi letterari, ma allo stesso tempo continua ad essere sorvegliato e continuano le pressioni psicologiche. Periodi di pubblico riconoscimento si alternano con altri di bando completo.
È proprio durante questo secondo periodo che Kocbek raggiunge l'apice della sua espressività poetica. Le sue più celebri poesie, come L'Orazione, Il microfono nella parete o I lipizzani furono scritte in quegli anni.
Molte delle sue opere vengono tradotte in lingue straniere, dapprima in inglese, tedesco e serbocroato e in seguito anche in altre lingue.

### Lo scandalo della rivistaZaliv
Nel 1975, la rivista letteraria slovena di Trieste, Zaliv (Golfo) pubblica un'intervista con il poeta. Nell'intervista, redatta con l'aiuto degli scrittori originari della minoranza slovena in Italia Boris Pahor e Alojz Rebula, Kocbek condanna esplicitamente il massacro dei domobranci, ovvero l'uccisione sommaria di 12.000 miliziani sloveni alla fine della seconda guerra mondiale. L'intervista provoca una bufera nella Jugoslavia comunista e una sistematica campagna di diffamazione si scatena contro Kocbek. La pressione delle autorità comuniste contro Kocbek si allevierà leggermente soltanto dopo l'intervento del premio nobel Heinrich Böll, amico di Kocbek, che denuncia pubblicamente il maltrattamento psicologico al quale viene sottoposto l'anziano poeta.
Kocbek muore dopo una lunga malattia nel 1981.

## Influenza
L'influenza di Kocbek nella letteratura slovena è grandissima. I suoi primi "discepoli" furono i giovani cattolici sloveni del periodo interbellico, tra i quali il triestino Boris Pahor. Fu però soltanto negli anni sessanta e settanta che Kocbek emerse come la figura centrale della letteratura sloveno; in quegli anni, divenne infatti il più importante referente letterario e morale della nuova generazione di scrittori e poeti sloveni, tra i quali Drago Jančar, Tomaž Šalamun, Dane Zajc, Jože Snoj, Dominik Smole, Gregor Strniša e molti altri. In questo modo, si afferma la sua posizione centrale tra le divergenti generazioni letterarie e intellettuali slovene.
La sua opera poetica è stata tradotta nelle più importanti lingue mondiali; particolarmente rilevante è la sua diffusione in Polonia e nella Repubblica Ceca, come anche nello spazio linguistico tedesco.

## L'Orazione
"L'Orazione" o "Preghiera" (slov. Molitev) è una delle più celebri poesie di Kocbek. In essa, il poeta afferma il primato della creazione sopra la morte; è il manifesto del suo rifiuto del nichilismo in favore di una visione personalista della condizione umana.
Orazione
Sono

perché ero

e chiunque

potrà

dimenticarmi.

Eppure

posso dire:

sono

ed ero

e sarò,

perciò sono più

dell'oblio,

immensamente più

della negazione,

infinitamente più

del nulla.

Tutto il creato

è eterno,

la nascita è più forte

della morte,

più tenace

della disperazione e della solitudine,

più vigorosa

del tumulto e del peccato,

più solenne

del rigetto.

Non cesserò

mai di esistere.

Mai.

Amen.

## Opere tradotte in italiano
- Compagnia: la resistenza partigiana in Slovenia, trad. Alojz Rebula, Milano: Jaca Book, 1974.
- La compagnia: appunti di diario, trad. Antonio Setola, Bologna: Centro studi Europa orientale, 1979.
- Poesie, trad. Antonio Setola, Bologna: Centro studi Europa orientale, 1979.
- Siamo nati per i miracoli: raccolta antologica, Trieste: Mladika, 2004.